# Надзєєво (Поморське воєводство)
Надзєєво (пол. Nadziejewo) — село в Польщі, у гміні Чарне Члуховського повіту Поморського воєводства.
Населення — 316 осіб (2011).
У 1975-1998 роках село належало до Слупського воєводства.

## Демографія
Демографічна структура станом на 31 березня 2011 року:
|          | Загалом | Допрацездатний вік | Працездатний вік | Постпрацездатний вік |
| -------- | ------- | ------------------ | ---------------- | -------------------- |
| Чоловіки | 168     | 33                 | 116              | 19                   |
| Жінки    | 148     | 23                 | 87               | 38                   |
| Разом    | 316     | 56                 | 203              | 57                   |